# Ковалёв, Николай Георгиевич
Николай Георгиевич Ковалёв (7 ноября 1937 года, село Новая Жизнь, Ставропольский край — 14 июля 2017 года, Тверь) — советский и российский учёный, научный руководитель Всероссийского НИИ мелиорированных земель, доктор технических наук, профессор, академик РАСХН (1995) и РАН (2013), иностранный член НААН. Основные работы в области биоконверсии органического сырья и разработки научных основ формирования адаптивных ландшафтно-мелиоративных систем земледелия.

## Биография
Окончил факультет механизации Туркменского сельскохозяйственного института им. М. И. Калинина (Ашхабад) в 1962 году. Затем до 1967 года работал инженером в Физико-техническом институте АН ТССР, после чего поступил в аспирантуру в институт электрификации сельского хозяйства (ВИЭСХ) в Москве.
Успешно защитил кандидатскую диссертацию в 1970 и до 1971 работал в ВИЭСХ младшим научным сотрудником. В 1971—1973 старший научный сотрудник института механизации сельского хозяйства. С 1973 по 1986 заведовал лабораторией сооружений для органических удобрений Гипронисельхоза Госагропрома СССР.
С октября 1986 года по июль 2015 года являлся директором, а впоследствии - научным руководителем ВНИИМЗ (Эммаус, Тверская область). В 1990 успешно защитил докторскую диссертацию на тему «Технологическое и техническое обеспечение безотходной ресурсосберегающей биопереработки навоза на предприятиях агропромышленного комплекса». В 1993 году избран членом-корреспондентом, а в 1995 — действительным членом (академиком) РАСХН. В 2002 году избран иностранным членом Национальной академии аграрных наук Украины. Также был избран действительным членом Международной академии информатизации (1995) и Верхневолжской инженерной академии (2000).
Подготовил 6 докторов и 12 кандидатов наук.
За разработку технологии ускоренной биоферментации органических отходов сельскохозяйственного производства аэробными термофильными микроорганизмами удостоен Государственной премии. По предложенной технологии в России производятся удобрения КМН Архивная копия от 6 апреля 2016 на Wayback Machine, АгроПрирост, Новозем.
Скончался 14 июля 2017 года. Похоронен в Твери на Дмитрово-Черкасском кладбище.

## Основные публикации
Опубликовано более 500 научных работ, в том числе 5 монографий и более 70 методических и учебных пособий, а также нормативных документов. 65 авторских свидетельств и патентов на изобретения.
- Проектирование систем утилизации навоза на комплексах / Соавт. И. К. Глазков. — М.: Агропромиздат, 1989. — 160 с.
- Животноводческие комплексы и охрана окружающей среды / Соавт.: Ю. И. Ворошилов и др. — М.: Агропромиздат, 1991. — 207 с.
- Биоконверсия органического сырья в удобрения и кормовые добавки (микробиологические аспекты) / Соавт.: Г. Ю. Рабинович, Э. М. Сульман; Твер. гос. техн. ун-т. — Тверь, 1999. — 167 с.
- Теоретические основы создания адаптивных ландшафтно-мелиоративных систем земледелия и их типовые модели (проекты) для различных природно-административных условий гумидной зоны / Соавт.: А. А. Смирнов и др.; Всерос. НИИ с.-х. использ. мелиорир. земель. — Тверь, 2000. — 119 с.
- Традиционные органические удобрения и КМН на мелиорированных почвах Нечерноземья: Учеб. пособие для вузов / Соавт.: Б. М. Малинин, И. Н. Барановский. — Тверь, 2002. — 212 с.